# スラップ・ハッピー
スラップ・ハッピー（Slapp Happy）は、ドイツ出身のアヴァンギャルド・ポップバンド。
1970年代中期、ドイツ・イングランド・アメリカ合衆国混成のクラウトロック・グループとして活動した。解散後も短期間の集合離散を繰り返している。

## 概要・来歴

### ドイツ
アメリカ生まれで、その後、イギリスに移住したピーター・ブレグヴァドが、ロンドンでアンソニー・ムーアと出会い音楽活動を開始。2人はその後、西ドイツに移住し、インガ・ランフらがハンブルクで結成したバンドに中途参加しボーカルをつとめていたダグマー・クラウゼと出会い、1972年にアヴァン・ポップバンド、スラップ・ハッピーを結成した。
同年、クラウトロック・グループ、ファウストの協力を得てファースト・アルバム『ソート・オヴ』をポリドール・レコードより発表。しかし、このアルバムはセールス的に成功せず、同じくファウストをバックに録音されたセカンド・アルバムはレコード会社によって発売中止となった（このアルバムは『スラップハッピィ・オア・スラップハッピィ（アクナルバサック・ヌーン）』として1980年に発売された）。

### イギリス
1974年、セッション・ミュージシャンの協力により、録音し直したセカンド・アルバム『カサブランカ・ムーン』をヴァージン・レコードより発表した。
1975年、イングランドのアヴァンギャルド・グループ、ヘンリー・カウが演奏だけではなくプロデュースにも参加したサード・アルバム『悲しみのヨーロッパ』を発表。さらに、同年発表のヘンリー・カウ名義のアルバム『傾向賛美』には、逆にスラップ・ハッピーが全員で参加するも、その後、ピーター・ブレグヴァドとアンソニー・ムーアの脱退によりバンドは自然消滅。ダグマーだけはしばらくヘンリー・カウと行動を共にした。

### 再結成
その後、3度にわたって短期間だけ活動し、1998年には23年ぶりの新作アルバムを発表、2000年には初の来日公演を行った。
2016年、16年ぶりに再集結し活動を再開し、親交のあるバンド、ファウストとジョイント・ライブを実施。翌2017年には、17年ぶりの来日公演を開催した。

## メンバー
- ダグマー・クラウゼ (Dagmar Krause) – ボーカル、ピアノ、他
- アンソニー・ムーア (Anthony Moore) – キーボード、ギター、他
- ピーター・ブレグヴァド (Peter Blegvad) – ギター、ベース、他

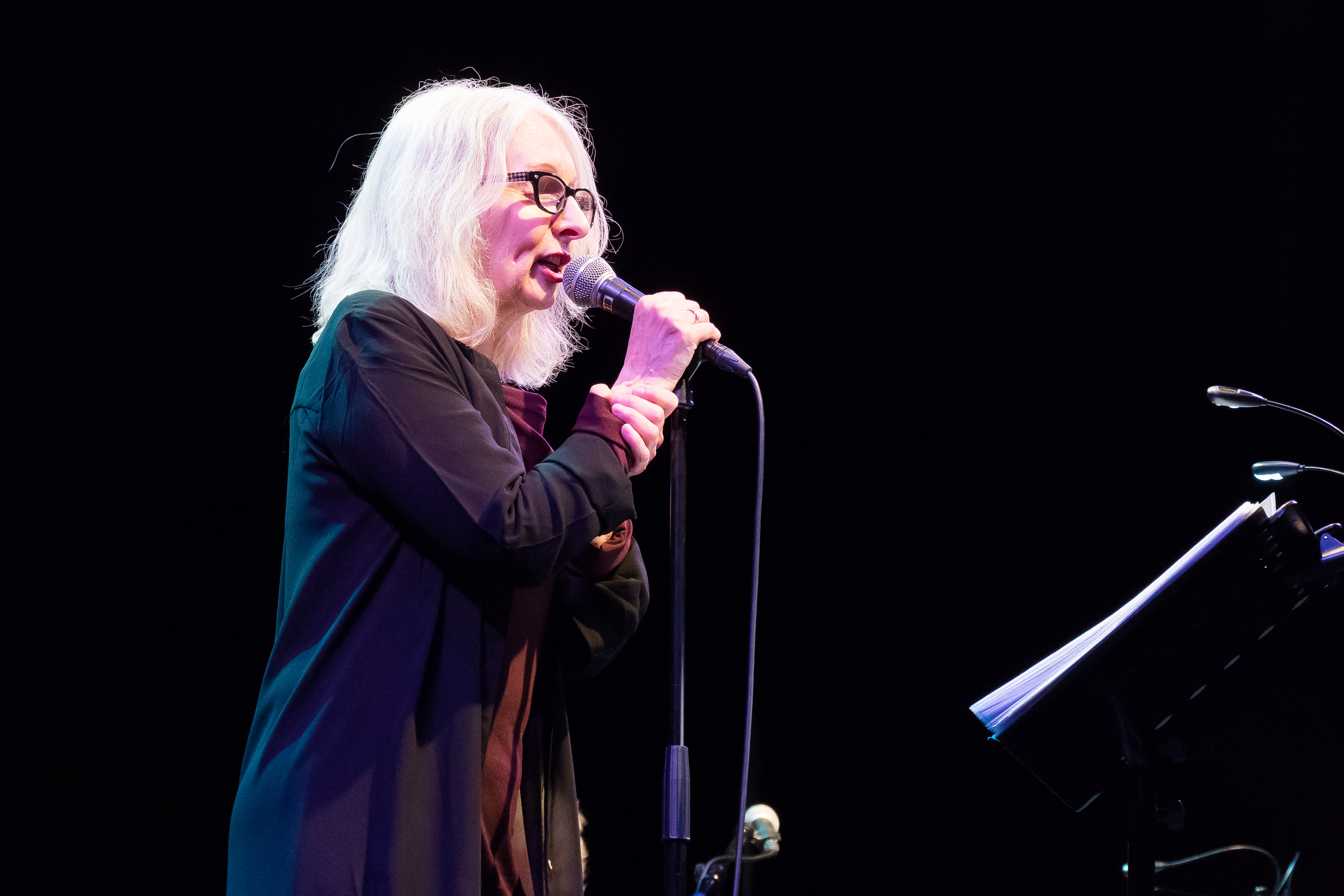
ダグマー・クラウゼ(Vo) 2017年
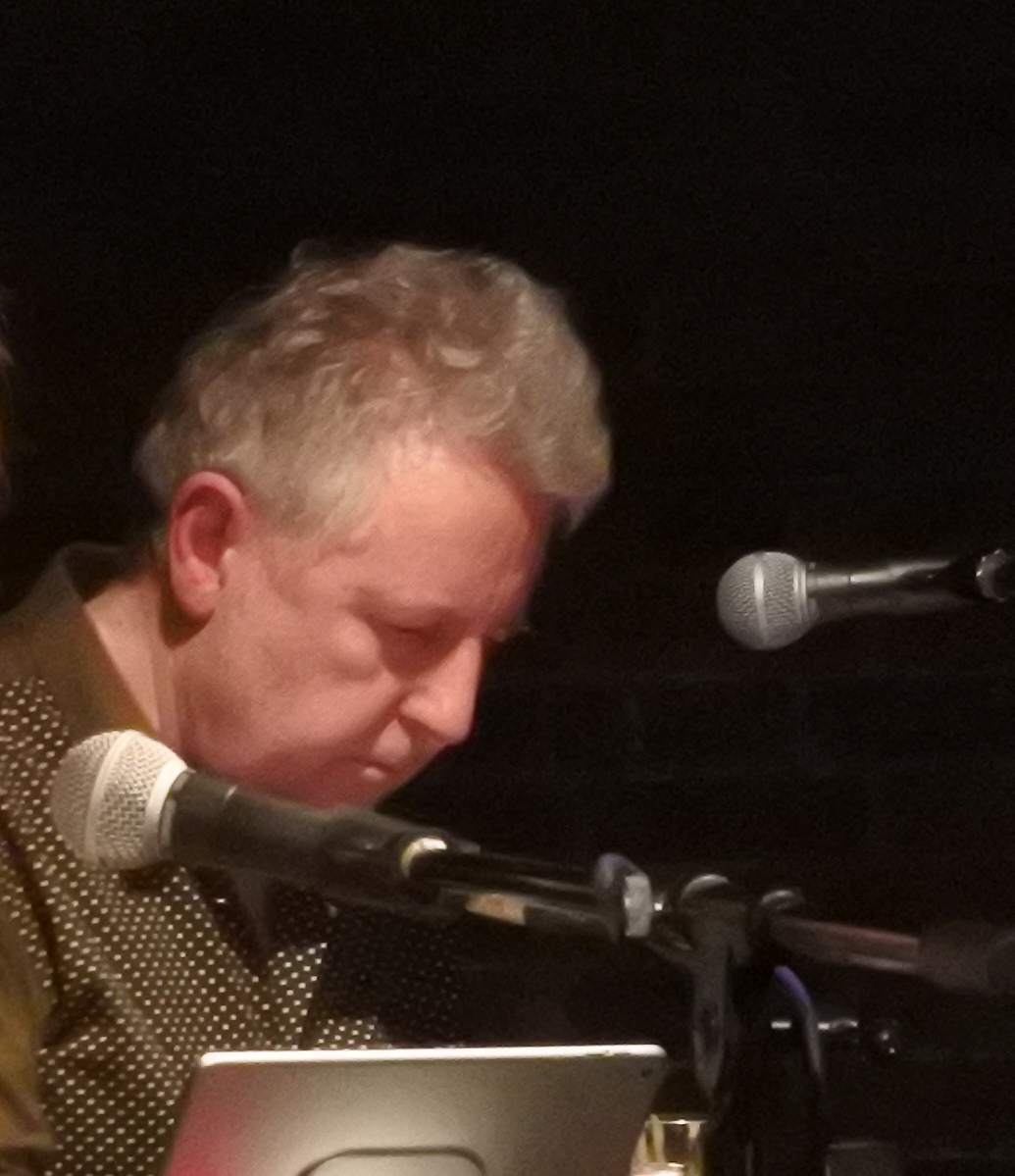
アンソニー・ムーア(Key) 2017年
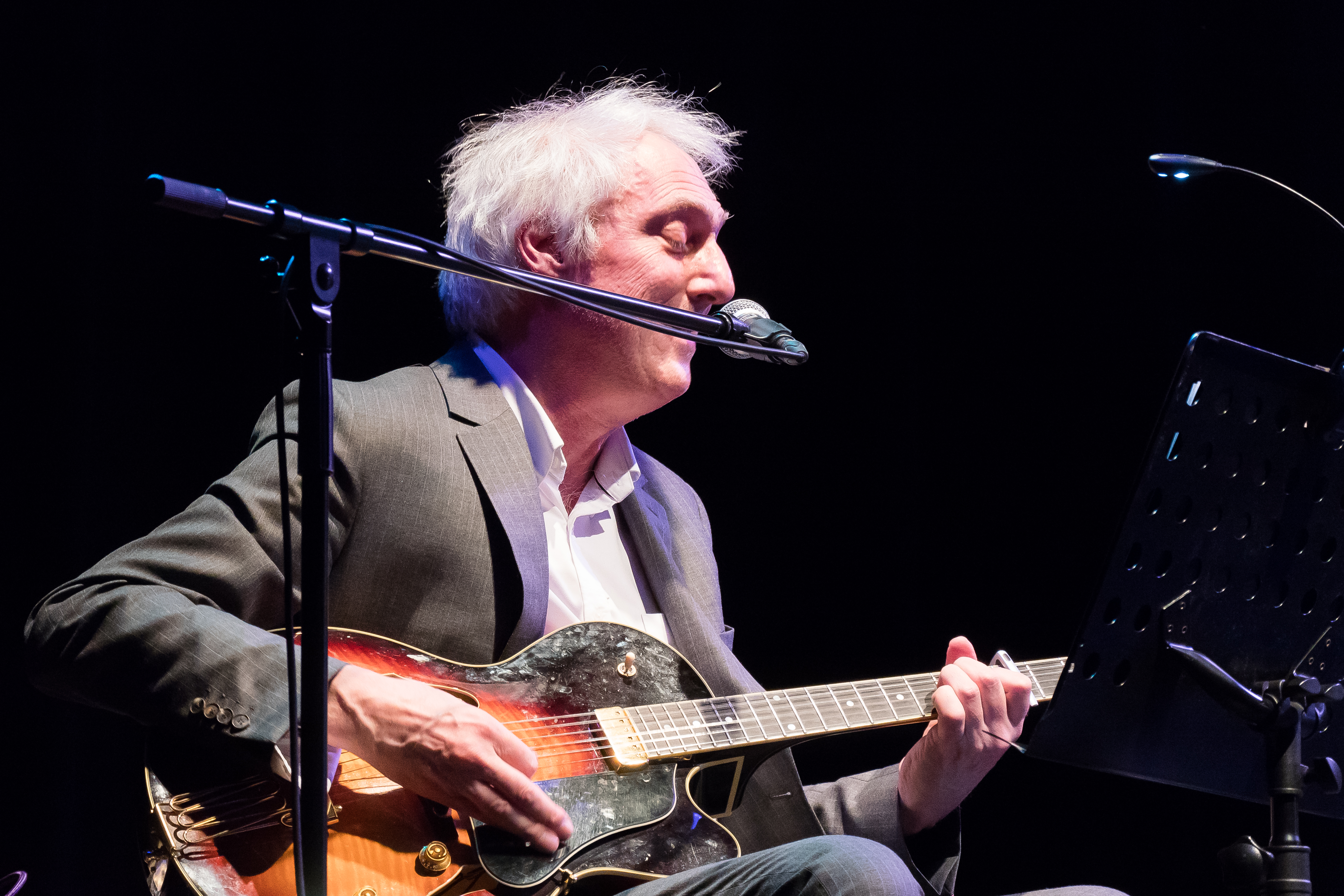
ピーター・ブレグヴァド(G) 2017年

## ディスコグラフィ

### アルバム
- 『ソート・オヴ』 - Sort Of (1972年)
- 『カサブランカ・ムーン』 - Casablanca Moon (1974年) ※初出タイトルは『Slapp Happy』。
- 『悲しみのヨーロッパ』 - Desperate Straights (1975年) ※ヘンリー・カウとの共作。スラップ・ハッピー／ヘンリー・カウ名義。
- 『傾向賛美』 - In Praise of Learning (1975年) ※ヘンリー・カウとの共作。ヘンリー・カウ名義。旧邦題『イン・プレイズ・オヴ・ラーニング』。
- 『スラップハッピィ・オア・スラップハッピィ（アクナルバサック・ヌーン）』 - Acnalbasac Noom (1980年)
- 『サ・ヴァ』 - Ça Va (1998年)
- 『キャメラ』 - Camera (2000年) ※原版はダグマー・クラウゼ、アンソニー・ムーア、ピーター・ブレグヴァド名義
- 『Live in Japan - May, 2000』 - Live in Japan (2001年)

### シングル
- "Just a Conversation" / "Jumpin' Jonah" (1972年)
- "Casablanca Moon" / "Slow Moon's Rose" (1974年)
- "Johnny's Dead" / "Mr. Rainbow" (1975年) ※Slapp Happy featuring Anthony Moore名義
- "Alcohol" (1981年) ※RēRからの『ソート・オヴ』再発時に付属した片面のみのボーナス・シングル
- "Everybody's Slimmin' (Even Men and Women)" / "Blue-Eyed William" (1983年)